# 陈锦华 (1929年)
陈锦华（1929年7月—2016年7月2日 ），安徽青阳人，中国共产黨、中华人民共和国政治人物，原副国级领导人。曾任第九届全国政协副主席，国家计划委员会主任，中国企业联合会名誉会长。

## 生平
1946年至1952年先后在上海第一印染厂训练班、中共中央华东局保卫人员训练班学习，任上海市军管会轻工业处秘书，华东纺织管理局秘书。1952年至1960年任纺织工业部部长办公室秘书、部办公厅研究室干事。1960年至1971年，任中华人民共和国纺织工业部办公厅研究室副主任兼党组秘书。1971年至1976年，任轻工业部计划组负责人。
“文革”结束后，陈锦华以“中央赴上海工作组”成员的身份再次回到上海工作；历任中共上海市委常委、市革委会副主任、市委副书记、副市长兼市计委主任等职。1983年，陈锦华出任中国石油化工总公司总经理。1990年任国家经济体制改革委员会主任、党组书记。1993年出任国家计委主任。
1998年3月，陈锦华当选第九届全国政协副主席；并于次年6月出任中国企业联合会会长（至2007年）。此外他还担任中共第十四届中央委员。2016年7月2日15时56分因病在北京逝世，享年87岁。讣告评价陈锦华为“中国共产党的优秀党员，久经考验的忠诚的共产主义战士，我国经济建设战线的杰出领导人”。

## 著作
- 《国事忆述》2005年，中共党史出版社
- 《陈锦华文集》2007年，企业管理出版社
- 《国事续述》2012年，中国人民大学出版社
- 《陈锦华文集》上下册，2013年 中国石化出版社

## 荣誉

### 外国勋章奖章
- 旭日大绶章（日本，2008年11月3日公布[4]，2008年11月5日于东京皇居颁发[5]）